# Nephilengys
Nephilengys es un género de arañas araneomorfas de la familia Araneidae. Se encuentra en Asia y Sudamérica.

## Lista de especies
Según The World Spider Catalog 12.0:
- Nephilengys borbonica (Vinson, 1863) — Madagascar, Comoro Islands, Mascarene Islands, Seychelles, Aldabra.
- Nephilengys cruentata (Fabricius, 1775) — Tropical África, Sur América.
- Nephilengys malabarensis (Walckenaer, 1842) — India a China, Filipinas, Japón, Ambón.
- Nephilengys papuana Thorell, 1881 — Nueva Guinea, Queensland.